# Roger Lamy
Pour les articles homonymes, voir Lamy.
Roger Lamy, né le 13 janvier 1926 dans le 8e arrondissement de Paris et mort le 2 septembre 2018 à Suresnes, est un footballeur français. Il était défenseur au RC Paris et au Red Star.

## Carrière de joueur
- White Harriers
- Suresnes
- J.S. Puteaux
- RC Paris (1944-1953)
- Red Star Olympique Audonien (1953-1955)

## Palmarès
- Vainqueur de la Coupe de France 1949 (avec le RC Paris)
- Finaliste de la Coupe de France 1950 (avec le RC Paris)
- International A en 1950 (2 sélections)